# Сомино (озеро, Ярославская область)
Сомино — мелководное озеро в Переславль-Залесском городском округе Ярославской области.

## Особо охраняемые природные территории
Особо охраняемая природная территория находится в границах береговой линии озера, образуемой урезом воды при среднемеженном уровне 134,7 м абсолютной высоты. Общая площадь ООПТ — 185,0 га.

## Гидрография
Длина — 2,9 км по оси или 1,7 км в расширенной части. Ширина — 1,2. Площадь водного зеркала — 1,8 км². Площадь водосборного бассейна — 488 км². Максимальная глубина 3,5 метра, средняя — 1 метр. Берега Сомина заболочены, из-за чего озеро труднодоступно. Высота над уровнем моря — 143,4 м. С юго-востока впадает река Вёкса, берущая начало из Плещеева озера; на северо-западе вытекает Нерль Волжская. С востока также впадает ручей Мелника, а с севера — два безымянных ручья. В устье реки Вёкса расположен небольшой остров площадью не более 0,3 га.
Дно озера покрыто мощным слоем сапропеля, объём которого оценивается в 5,46 млн м3.
Код водного объекта в Государственном водном реестре — 08010100811110000001063.

## География
Озеро расположено на равнине, среди которой находится Купанский торфяной массив. Находится в 2 км северо-западнее села Купанское. Расстояние от Переславля-Залесского 17 км (к северо-западу), от Плещеева озера — 7 км.

## Флора и фауна
Поверхность воды сильно зарастает водными растениями, среди которых встречаются разные виды рдеста, ежеголовник, стрелолист, уруть, ряска и роголистник. Фитопланктон состоит в основном из диатомовых. Среди улова в озере преобладают щука, плотва, окунь и налим. Также встречаются судак, язь, густера, линь, уклейка и краснопёрка.

## Экология
К озеру Сомино, которое признано памятником природы и связано с Плещеевым рекой Вёксой, подходит канализационный коллектор от Переславля. В связи с этим суд обязал администрацию Ярославской области перенести место сброса сточных вод канализации из озера Сомино. Решение суда должно быть исполнено до 31 декабря 2023 года.